# Separatistische Organisationen im Nordosten Indiens
Separatistische Organisationen im Nordosten Indiens sind Organisationen und Gruppen, die seit der Unabhängigkeit 1947 gegen die Zentralregierung in New Delhi kämpfen oder gekämpft haben. Meist ging es darum, einzelnen Ethnien Souveränität oder Selbstverwaltung in diesem völkerreichen und schwer zugängigen Gebiet zu verschaffen. Ethnisch stehen die Stämme im Nordosten Indiens Südostasien näher als Indien. In der Nordostregion, die 8 % der Landmasse Indiens bildet, leben etliche Völker; es werden um die 420 Sprachen gesprochen.

Bundesstaatliche Gliederung der Region heute

Von Unterstützern ihrer Politik werden sie als Befreiungsbewegungen bezeichnet, regierungsseitig werden sie regelmäßig als Terroristen oder Banditen bezeichnet, wobei in einigen Fällen der Übergang durchaus fließend sein dürfte, da zur Finanzierung oft Überfälle und Erpressungen durchgeführt wurden. Die Gruppen werden unter den Bestimmungen des Unlawful Activities (Prevention) Act kriminalisiert. Einige der Organisationen sollen in der Vergangenheit Unterstützung von der VR China erhalten haben. Besonders muslimische Gruppen haben Rückzugsgebiete in Bangladesch, oder wurden vom pakistanischen Geheimdienst ISI gefördert. Vielfach richten sich die Bewegungen gegen die Überfremdung, die schon im 19. Jahrhundert mit der Anlage von Teeplantagen und dem Eisenbahnbau in die dünnbesiedelte Gegend begonnen hatte, besonders durch (illegale) Einwanderer aus dem armen Bihar, Nepal und dem stark übervölkerten Bangladesch, dessen meist muslimische Einwohner neue Siedlungsgebiete suchen.

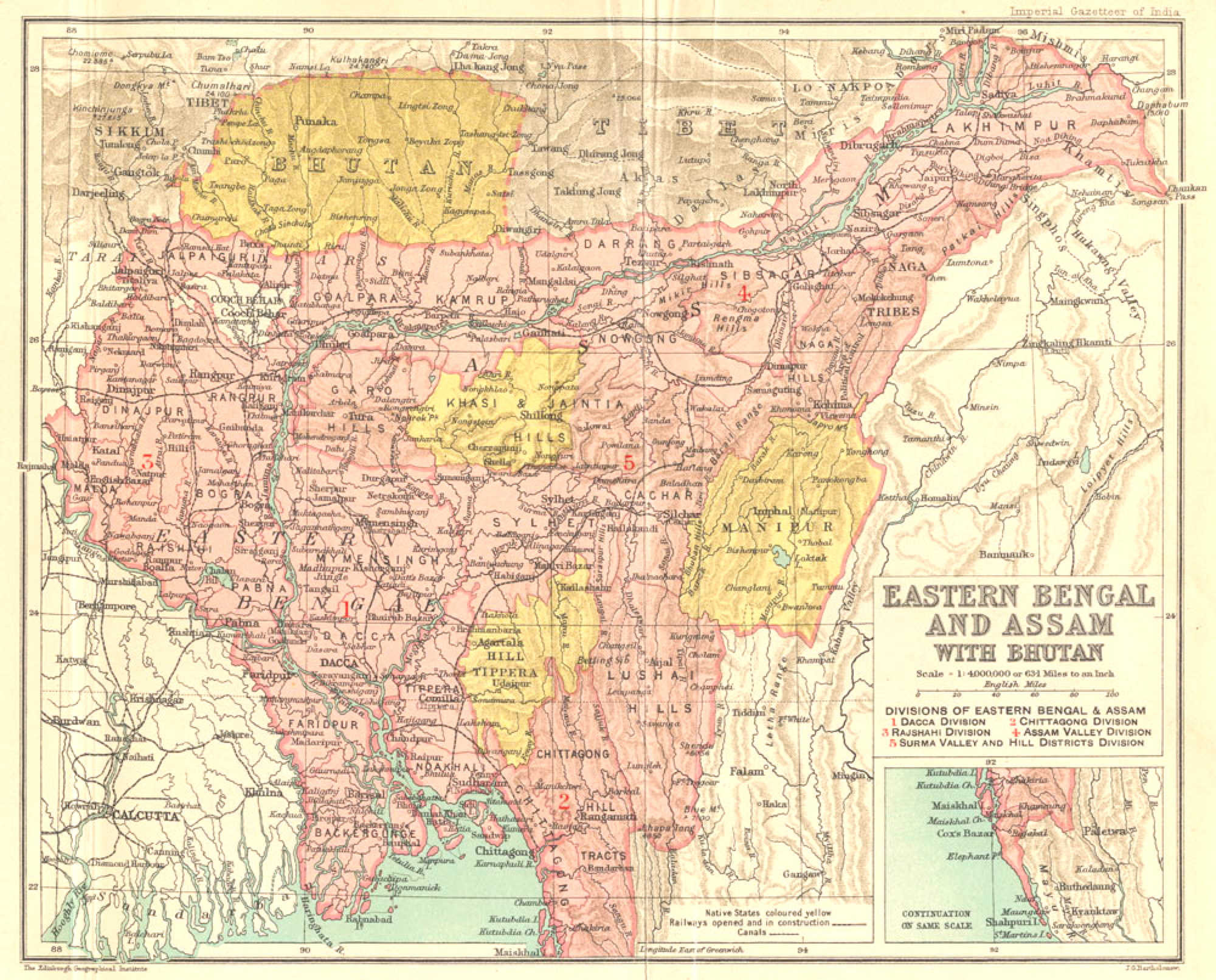
Region z. Zt. der Teilung Bengalens (1909)

Das betroffene Gebiet, nördlichen des heutigen Bangladesch war zur Zeit der Kolonialherrschaft (seit 1826/32, endgültig nach dem Feldzug 1879) als North-East Frontier Agency (NEFA) bekannt und ist heute in die Bundesstaaten Arunachal Pradesh (A.P.), Assam (seit 1961 auf etwa ein Drittel seiner ursprünglichen Größe verringert), Nagaland (früher Naga Hills), Meghalaya, Manipur, Tripura und Mizoram (seit 1987, früher Lushai Hills) gegliedert. Verwaltungsmäßig unterstand die Region jahrzehntelang nicht dem indischen Innen-, sondern dem Außenministerium.
Während die indische Regierung besonders in den Jahren der „Nehru-Dynastie“ versuchte, durch rücksichtslose Gewaltmaßnahmen und Zwangsumsiedlungen (ab 1967 z. B. 60.000 Mizo in Wehrdörfer), der Befreiungsorganisationen Herr zu werden, zeigt man sich seit 1988 kompromissbereiter. Die meisten der größeren Organisationen schlossen Friedensabkommen, die den von ihnen repräsentierten Völkern lokale Selbstverwaltungsrechte zustanden. Immer wieder gab es jedoch kleinere Gruppen, die mit dem Erreichten nicht zufrieden waren und die den bewaffneten Kampf weiterführten. Die Zahl der Organisationen hat daher in den letzten 20 Jahren eher zugenommen, ihre Mannschaftsstärke war jedoch oft so gering, dass sie mit militärischen Mitteln besiegt wurden oder kapitulierten, meist gegen Amnestieversprechen. 2009 sind nur noch wenige separatistische Organisationen aktiv. Die häufigen Anschläge und Kämpfe führten dazu, dass die Region bis vor wenigen Jahren für Ausländer komplett gesperrt war und auch heute bestimmte Orte nur mit Sondergenehmigungen besucht werden dürfen.
Statistiken der indischen Regierung für 1992–2001 weisen die Schuld an insgesamt 613 getöteten Sicherheitskräften folgenden Organisationen zu: ULFA 269, NDFP 167, BLT 21, NSNC/DHD 143 und UPDS 13. Schätzungen von Menschenrechtsorganisationen kommen auf fast 100.000 Tote allein in den ersten dreißig Jahren des Konflikts mit den Naga. Außer diesen willkürliche Tötungen sind Vergewaltigungen und Folter durch die Sicherheitskräfte gut belegt. Die kompromissbereitere Politik der Zentralregierung in den letzten 20 Jahren hat zur Entspannung der Situation beigetragen und die meisten Guerillas haben ihre Waffen niedergelegt. Nach Angaben des South Asia Terrorism Portal sind im Nordosten Indiens 104 Rebellengruppen aktiv, davon werden von Delhi höchstens zwölf als ernsthafte Bedrohung betrachtet.
Indien erreichte mit seinen Nachbarn Bhutan, Birma und seit Januar 2010 mit Bangladesch Vereinbarungen über ein gemeinsames Vorgehen gegen die Rebellen. Dies wird als Voraussetzung für die Förderung des grenzüberschreitenden Handels in einer wirtschaftlich schwachen Region gesehen.

## Organisationen
- A'Chik Liberation Matgrik Army (ALMA) in Arunachal Pradesh. Ca. 500 Kämpfer. Forderte eigenen Bundesstaat für den Stamm der Garo. Kapitulierte im August 1994. Nachfolgegruppe: A'chik National Volunteers Council (ANVC), gegr. 1995, mit dem Ziel eines eigenen Achik-Land in den Garo Hills.
- Adivasi Cobra Force (ACF). Gegründet am 7. Juni 1996 nach massiven Übergriffen auf Angehörige der Santal durch Bodo, die in Assam schon eine lange Tradition der Militanz haben. Die ACF fordert nicht Autonomie, sondern versteht sich als Schutztruppe für die angegriffenen Adivasi. Als Anführer gelten Durga Minz, Kandu Murmu und Xabrias Khakha. Schätzungen der Mannschaftsstärke reichten von 100 bis 350. 2001 wurde ein Waffenstillstand mit der Staatsregierung unterzeichnet, der im Allgemeinen eingehalten wird. Seit 2005 gibt es den Plan, als legitime politische Partei aufzutreten.
- All Adivasi National Liberation Army (AANLA), gegr. 2006. Aktiv in den Distrikten Golaghat und Karbi Anglong von Assam. Chef David Tirkey alias Nirmal. Max. 100 schlechtbewaffnete Kader.
- All Assam Adivasi Suraksha Samiti (AAASS)
- All Tripura Bengali Regiment (ATBR)
- All Tripura Bharat Suraksha Force (ATBSF)
- All Tripura Liberation Organisation (ATLO)
- All Tripura National Force (ATNF)
- All Tripura Security Armed Force (ATSAF), kurzlebige Gruppe aus ehemaligen Kadern der NLFT.
- All Tripura Tiger Force (ATTF), gegr. als Abspaltung von der TNVF am 11. Juli 1990 mit dem Ziel alle Bengalen aus dem Staat zu vertreiben. Ab 1992: Tripura Tiger Force, hatte auf ihrem Höhepunkt etwa 1500 Kämpfer, heute wohl um 200. Präsident: Ranjit Debbarma, Vize-Präsident: Chitta Debbarma alias Bikash Koloi; Generalsekretär: Upendra Debbarma. Die ATTF, der Verbindungen zur CPI(M), nachgesagt wurden, begann erneut, nachdem die TNVF 1988 Frieden geschlossen hatte, bengalische Zuwanderer zu attackieren. Sie hatte jedoch kein wirkliches separatistisch-politisches Programm. Man benutzte die Waffen lediglich, um den Forderungen nach guten Jobs und Land für die Mitglieder Nachdruck zu verleihen. (S 125[2]) Die meisten Kämpfer (ca. 1400) nahmen ein Amnestieangebot 1994 an. Die verbliebenen Kämpfer wurden ab 1997 wieder aktiver. 2003 waren 16 in Bangladesch befindliche Basen bekannt. Im folgenden April begannen Friedensverhandlungen mit der Regierung. Als legitimer politischer Flügel gilt die Tripura Peoples’ Democratic Front (TPDF). Verbundene Organisationen: Tripura Tribal Youth Force (TTYF), Tripura Liberation Organization (TLO), Tripura Young Rifle (TYR), Tripura Lion Force (TLF) und Tripura National Army (TNA).
- All Tripura Volunteer Force (ATVF)
- All Tripura Volunteer Association (ATVA), kurzlebige Gruppe aus ehemaligen Kadern der NLFT.
- Arunachal Dragon Force (ADF)
- Aranchual People's Liberation Army, aktiv in den Tälern um Khonsa in den 1990ern, erreichte nur geringe lokale Bedeutung.
- Babbar Khalsa International (BKI)
- Black Widow (BW), aktiv bis Sommer 2009 im Distrikt North Cachar Hills, Abspaltung von der DHD 2007. Chef: Jewel Garlossa im Juni 2009 verhaftet. Zum 15. September 2009 kapitulierten 384 Mitglieder, davon ca. 120 mit automatischen Waffen.[7]
- Bodo Liberation Tiger Force (BLTF); 2641 Kämpfer kapitulierten am 6. Dez. 2003 nach sieben Jahren, als am nächsten Tag das Bodoland Territorial Council (BTC) in Kokrajhar Aufgaben der Selbstverwaltung übertragen bekam.
- Bodo Security Force (BdSF; ab 1994: National Democratic Front of Bodoland). Gegründet am 3. Okt. 1986, hatte 1995 etwa 400 Bewaffnete. Angeführt von Bijoy Boro (in Haft seit 2004); Ranjan Daimary alias D. R. Nabla; B. Sungthagra alias Dhiren Boro seit 2008. Ziel ist ein unabhängiges Bodoland nördlich des Brahmaputra. Auch soll das Alphabet der Bodo-Sprache von Devanagari auf lateinische Buchstaben umgestellt werden. Viele Bodo hatten nach 1962 und im Krieg 1971 vom Special Security Bureau der indischen Armee eine Ausbildung in unkonventioneller Kriegsführung erhalten. Diese Kenntnisse konnten sie dann weitergeben. Kooperation mit ULFA und der birmanischen KIA. Vom 27. Mai – 27. Juli 1994 kam es zu zahlreichen Attacken gegen Nicht-Bodo, mit dem Ziel diese zu vertreiben. Es gab etwa 100 Tote und 60.000 Flüchtlinge aus Bodoland. Waffenruhe seit Mai 2005. Teilnahme an Parlamentswahlen 2008.[8]
- Borok National Council (BNCT), 2009 die einzige in Tripura noch aktive Gruppe. Gegründet im September 2000 durch Jogendra alias Joshua Debbarma. Die Absplitterung von der NLFT entstand als es zu Meinungsverschiedenheiten zwischen den Stammesangehörigen der Halam und Debbarma in der NLFT kam. Die Gruppe sank bald zur Bedeutungslosigkeit herab. Seit 2006 erstarkte sie mit Hilfe der NLFT wieder und „managt“ nun für diese in den Distrikten Dhalai und North Tripura Rekrutierung, Schutz- und Lösegelderpressung.[9]
- Bru National Liberation Front; gegr. 1997 wollte die Rechte der Reang schützen. Die Gruppe von 757 Genossen ergab sich am 21. Okt. 2006.
- Chin Kuki Revolutionary Front (CKRF)
- Dima Halam Daoga (DHD), bildete sich 1995 aus den Resten der DNSF, die nicht kapitulieren wollten.
- Gorkha Tiger Force (GTF)
- Gorkha National Liberation Front (GNLF), gegr. 1980, Höhepunkt 1985–86. Führer: Subash Ghising. Die GNLF ist eine politische Partei mit dem Ziel, in den nepalisprachigen Distrikten Westbengalens einen eigenen Bundesstaat zu errichten. Nach mehrjährigen gewalttätigen Aktionen wurde am 22. August 1988 der Darjeeling Hill Accord unterzeichnet. Vorgesehen war die Schaffung eines selbstverwaltenden Darjeeling Gorkha Hill Council. In den letzten Jahren hat die bisher größtenteils friedvolle Agitation für ein eigenes Bundesland wieder zugenommen.
- Hmar People’s Convention (HPC)
  - Hmar People’s Convention - Democracy (HPC-D). Bei den Hmar handelt es sich um einen der kleineren Stämme der Region, die noch zur Kuki/Chin-Gruppe rechnen. Ein Vertreter, zum Gouverneur Braj Kumar Nehru vorgelassen, musste in den 1960ern erst erklären, wen er denn repräsentierte. Die HPC schloss 1995 mit der Staatsregierung von Mizoram ein Abkommen, das die Gründung des Sinlung Hills Development Council für regionale Entwicklung zur Folge hatte. Die radikaleren Mitglieder bildeten daraufhin die Fraktion HPC(D), deren Ziel es ist, alle Hmar unter einem Dach zu vereinen. Heutiger Militärchef Laltuolien Hmar.
- Hmar Revolutionary Front (HRF)
- Hynniewtrep National Liberation Council (HNLC); gegr. 1992 will den Staat Meghalaya vom dominierenden Stamm der Garo befreien.
- Islamic Revolutionary Front (IRF), war in Manipur aktiv.
- Islamic National Front (INF), war in Manipur aktiv.
- Kamatapur Liberation Organisation (KLO)
- Kanglei Yawol Kanna Lup (KYKL)
- Kangleipak Communist Party (KCP), gegr. 13. April 1980, unter Y. Ibohanbi († 1995), Präsident heute: Senggoi Meetei. Trotz ihres Namens eine nationalistische Gruppe, die Interessen der Meitei vertritt. Die höchstens 100 Kader, davon die Hälfte bewaffnet, sind heute noch in Manipur aktiv.
- Kangleipak Kanba Kanglup (KKK)
- Karbi Longri North Cachar Hills Liberation Front (KLNLF), Abspaltung 2004 der nicht verhandlungsbereiten Fraktion von der UPDS. Chef Pradip Terang alias Pongbi Dilli.
- Karbi National Volunteers (KNV)
- Karbi People's Front (KPF), 1999 mit der KNF zur UPDS verschmolzen.
- Kuki Defence Force (KDF)
- Kuki Independent Army (KIA)
- Kuki International Force (KIF)
- Kuki Liberation Army (KLA)
- Kuki Liberation Front (KLF)
- Kuki National Front (KNF), bewaffneter Arm: Kuki National Army (KNA); gegr. 1987, wohl mit Förderung der indischen Regierung. Widerstand gegen die vom NSCN von den Kuki (als „Fremde“) erhobene Grundsteuer. Fordert ein eigenes Kukiland im Staate Manipur. War 2003/4 noch aktiv im Distrikt Karbi Anglong. Sie arbeiteten zusammen mit der Kuki National Organisation (KNO), die auf birmanischer Seite der Grenze dieselbe Forderung stellte. Besonders die NSCN sah in ihnen eine Bedrohung ihrer eigenen Ansprüche auf „Groß-Nagaland“ und bekämpfte sie.[10]
- Kuki National Volunteers (KNV)
- Kuki Revolutionary Army (KRA)
- Kuki Security Force (KSF)
- Liberation of Tripura Tribal Force (LTTF), kurzlebige Gruppe aus ehemaligen Kadern der NLFT.
- Manipur Komrem Revolutionary Front (MKRF)
- Manipur Liberation Tiger Army (MLTA)
- Manipur People's Liberation Front (MPLF), Zusammenschluss aus People's United Liberation Front (PULF), Rabha National Security Force (RNSF) und Revolutionary Joint Committee (RJC)
- Mizo National Front (MNF); gegründet 1959 vom Bankangestellten Pu Laldenga, hatte 1970 etwa 7000 Kämpfer. 1986 wurde mit Premierminister Rajiv Gandhi ein Friedensabkommen unterzeichnet, das auch die Schaffung eines eigenen Staates Mizoram vorsah. Die nun legale Partei mit ihm an der Spitze gewann die Wahlen 1987, Laldenga wurde Chief Minister.[2]
- Muslim United Liberation Tigers of Assam (MULTA)
- Muslim United Liberation Front of Assam (MULFA)
- Naga National Council (NNC); Zunächst erreichten Aliba Imtie und T. Sakrhie unmittelbar vor der Unabhängigkeit ein Abkommen mit dem Gouverneur von Assam Sir Akbar Hydari, das in neun Punkten eine Autonomie der Nagas sicherte. Als dieses gebrochen wurde, erklärte man noch am 14. August 1947 ein unabhängiges Nagaland. Es entstand die erste bewaffnete Organisation, die gegen die von der Zentralregierung beschlossene wirtschaftliche Benachteiligung Assams kämpfte. Angeführt von T. Sakrhie (ermordet Jan. 1956), Angami Zapa Phizo († 1990, im Exil in Kent) Nach dem Tode Phizos übernahm seine Tochter Adinno die Leitung der Organisation, von der sich nach einigen Jahren die NNC(K) abspaltete.(S 86-[2])
  - Naga National Council (Adinno) – NNC (Adinno), Bezeichnung des NNC nach 1990. Heute nur noch stark geschwächter Rest.
  - Naga National Council (Khodao). Splittergruppe, die 1998 aus der NNC(A) entstand. Hat max. 2000 Mitglieder.
  - Naga National Council (Panger). Weitere Abspaltung vom NNC.
- National Democratic Front of Bodoland (NDFB), seit 1992 Name der Bodo Security Force (BdSF)
- National Liberation Front of Tripura (NLFT), unter den Dhananjoy Reang. Gegründet, mit Förderung der Kongresspartei, am 11. März 1989. Sammelbecken für nicht-friedensbereite TNVF- und ATTF-Kader. Seit 1990 haben sich immer wieder kleinere, mehr oder weniger kriminelle kleinere und meist sehr kurzlebige Gruppen und Grüppchen abgetrennt. Die bedeutendsten Abspaltungen: TRA bildete sich 1994; Borok National Council of Tripura (BNCT) im Sommer 2000. Eine größere Gruppe um Nayanbasi Jamatiya nahm im Februar 2001 ein Amnestieangebot an. Als weitergehende Verhandlungen scheiterten, ging Nayanbasi erneut nach Bangladesch (Basis in Sajak) in den Untergrund und versuchte die Gruppe (als NLFT(N)) wiederzubeleben, jedoch nahmen 138 Kämpfer im Dez. 2004 ein Amnestieangebot an. Zusammen mit der Fraktion um Biswamohan Debbarma (die NLFT(B)), die auch noch den Übertritt der hinduistischen Tribals zum Christentum verlangt, wird ihre Mannschaftsstärke 2008 auf höchstens 200, von denen nicht einmal die Hälfte über moderne Schusswaffen verfügt, geschätzt.[9] Als heutige Führung gilt: Bishwamohan Debbarma Präsident, Kamini Debbarma Vize-Präsident, Binoy Debbarma Pressesprecher, Dhanu Koloi Armeechef, Mantu Koloi Generalsekretär, Bishnu Prasad Jamatia zuständig für Finanzen. Etwa 90 % der Führer sind christlich.
- National Militia of Tripura (NMT)
- National Socialist Council of Nagaland; gegr. 1980 von Dissidenten des NNC.
  - National Socialist Council of Nagaland (Isak/Muivah) – NSCN(IM). Unter Führung von Isak Chisi Swu und Thuingaleng Muivah, nach der Unterzeichnung des Shillong Accords 1975 vom NNC 1980 abgespaltete radikalere Gruppe, die die Unterstützung der birmanischen KIA hat. Eine effektive, gutausgebildete und vergleichsweise große Befreiungsbewegung. Aktiv bis zu einem ersten Waffenstillstand 1997, obwohl schon 1988 Verhandlungsangebote angenommen worden waren. Unterstützt von den USA (bis 1971), China (bis 1980) und Pakistan, wo auch Trainingsbasen bestehen. Sicherheitsbehörden schreiben der Gruppe auch heute immer wieder Anschläge zu.
  - National Socialist Council of Nagaland (Khaplang) – NSCN (K). 1988 Abspaltung von NSCN(I/M), getragen hauptsächlich vom Koyak-Stamm der Nagas unter Führung von S. S. Khaplang. In ihren politischen Forderungen stand sie den indischen Positionen deutlich weniger aufgeschlossen gegenüber. Im November 1992 kam es zu Verhandlungen, die jedoch abgebrochen wurden, obwohl die NSCN(K)-Delegation angeboten hatte auf indischer Seite gegen ihre früheren Kameraden und die ULFA zu kämpfen (S 108ff[2]). Zum ersten Waffenstillstand mit der Regierung kam es im April 2001,[11] der zwar vier Jahre später verlängert wurde, regierungsseitig schreibt man der Gruppe zahlreiche weiter Anschläge zu.[12] Man vereinigte sich 2007 mit der NSCN(I/M) zum National Socialist Council of Nagaland-Unification (NSCN-U), was jedoch nicht lange hielt. 28 der etwa 200 Mitglieder wurden am 7. Aug. 2009 verhaftet.[13]
- People's Liberation Army (PLA). Diese maoistische Gruppe entstand in den 1960ern unter den Meitei im Imphal-Tal. Man forderte Unabhängigkeit und die Rückbesinnung auf die Zeit vor der Einführung des dominierenden Vishnu-Kultes (um 1750) und die Abschaffung der fremden bengalischen Schrift. Die indische Regierung antwortete auf erste bewaffnete Aktionen (und die der gleichzeitig aktiv gewordenen PREPAK) mit den üblichen Ausgangssperren und der Zurschaustellung militärischer Macht. Nachdem der Chef Biseswar Anfang der 1980er verhaftet worden war, ließ die Schlagkraft deutlich nach. Nach etwa zehn Jahren erholte sich die PLA wieder etwas, stellte ihre separatistischen Forderungen jetzt unter pro-hinduistische Vorzeichen. Biseswar, der sich in Haft vom kleinen roten Buch abgewandt hatte, wurde in das Regionalparlament gewählt, wo er jedoch Hinterbänkler blieb. Später startete er eine Kampagne zum Schutz der Hindus.
- People's Liberation Front of Meghalaya (PLF-M)
- People's Republican Army (PRA)
- People's Revolutionary Party of Kangleipak (PREPAK); gegr. 9. Okt. 1977. Die Führer waren R. K. Tulachandra († 12. November 1985); S. Wanglen; Urrikhinbam Sarat (†) alias Meiraba und Lumbeban Masunga († 1993). Die PREPAK hatte im Wesentlichen die gleichen Ziele wie die PLA, jedoch ohne die kommunistische Komponente, sie rekrutierte sich aus denselben unzufriedenen jungen Meiteis. Die mayang (Fremden) sollten wieder aus der Region vertrieben werden. Vielfache Absplitterungen. Durch Angriffe der Armee wurden sie, wie ihre verbliebenen Genossen der PLA, auf birmanisches Gebiet abgedrängt, wo sie von der KIA unterstützt wurden. Man bildete mit UNLF und RPF 2003 die MPLF. Monatliche Zeitschrift: Literature. Mannschaftsstärke 200 (Regierungsschätzung) bis 500 (eigene Angabe)[14]
- People's United Liberation Front (PULF), aufgegangen in MPLF
- Rabha National Security Force (RNSF), aufgegangen in MPLF
- Revolutionary Joint Committee (RJC), aufgegangen in MPLF
- Revolutionary Peoples Front (RPF), anderer Name der PLA
- Sanjukta Mukti Fouj, seit 1996, Name der ULFA
- SENKRAK, die erste Tribals-Befreiungsorganisation in Tripura in den 60ern. Aktiv in Manu, Chaumanu, Kanchanpur und Khowai. Bis 1968 besiegt.
- Singlung Tiger Force im Mai 2007 gegründet, bald in Singlung People’s Liberation Army (SPLA) umbenannt. Mitglieder vom örtlichen Stamm der Hmar. Kampf gegen einen Damm in den Singlung Hills im Grenzgebiet von Mizoram und Manipur. Am 17. Juli 2009 kapitulierten 64 Bewaffnete.[15]
- Social Democratic Front of Tripura (SDFT), um 1990 kurzlebige Splittergruppe aus Resten der TNVF.

- Tiger Commando Force (TCF)

Flagge der UNLF

- Tiwa National Revolutionary Force (TNRF)
- Tribal Commando Force (TCF)
- Tripura Armed Tribal Commando Force (TATCF)
- Tripura Defence Force (TDF)
- Tripura Humkurai Sepoy (THS), kurzlebige Gruppe aus ehemaligen Kadern der NLFT.
- Tripura Liberation Force (TLF)
- Tripura Liberation Organisation Front (TLOF)
- Tripura Mukti Police (TMP)
- Tripura National Army (TNA)
- Tripura National Democratic Tribal Force (TNDTF)
- Tripura National Liberation Front (TNLF), kurzlebige Gruppe aus ehemaligen Kadern der NLFT.
- Tripura National Volunteer Force (TNVF), gegr. unter Bijoy Hrangkhawal am 10. Nov. 1978. Spaltete sich in ATTF und TRA.
- Tripura National Sengkrak Force (TNSF), kurzlebige Gruppe aus ehemaligen Kadern der NLFT.
- Tripura Rajya Raksha Bahini (TRRB)
- Tripura Regimental Force (TRF), kurzlebige Gruppe aus ehemaligen Kadern der NLFT.
- Tripura State Volunteers (TSV)
- (All) Tripura Tribal Force (TTF), ab 1992 Name der All Tripura Tiger Force (ATTF).
- Tripura Tribal Action Committee Force (TTACF) Socialist-Democratic
- Tripura Tribal Democratic Force (TTDF), kurzlebige Gruppe aus ehemaligen Kadern der NLFT.
- Tripura Resurrection Army (TRA), als Splittergruppe gegründet von Dhananjoy Reang, vorher Vize-Präsident der TNV und Präsident der NLFT, am 11. Feb. 1994, nachdem er auf Anordnung der Debbarma-Brüder angegriffen wurde. Die kleine Organisation kapitulierte mangels Ausrüstung 1997.

Flagge der ZRUO

- Tripura Tribal Sengkrak Force (TTSF)
- Tripura Tribal Volunteer Force (TTVF)
- Tripura Tribal Youth Force (TTYF)
- United A'chik National Front (UANF), gegr. März 2004, über Führung, Finanzierung und Mitgliederzahl ist wenig bekannt. Vermutlich bestehend aus ehemaligen Mitgliedern der aufgelösten People's Liberation Front of Meghalaya (PLFM). Hauptsächlich aktiv in den drei Garo Hills-Distrikten, besonders der Stadt Dalu. Fordert ein unabhängiges Garoland. Verbindungen zu ANVC, NLFT und NDFB. Hat wie diese Rückzugsbasen im Grenzgebiet von Bangladesch. Der mutmaßliche FührerNemos Marak wurde im Oktober 2006 mit seinem Stellvertreter Shalang Sangma in Dhaka verhaftet, einige Tage später in einem Lager erschossen. Seit im Dezember zwei weitere Führer in Tura im Distrikt West Garo Hills kapitulierten, gilt die Gruppe als geschwächt und kaum mehr bedrohlich.[16]
- United Islamic Liberation Army (UILA), war in Manipur aktiv
- United Islamic Revolutionary Army (UIRA), war in Manipur aktiv
- United Kuki Liberation Front (UKLF)
- United Liberation Front of Asom (ULFA, sprich „alpha“; seit 1996: Sanjukta Mukti Fouj). Gut ausgebildet und organisiert unter den Führern Heerak Jyoti Mahanta (bis 1991); Anup Chetia (verhaftet 1997); Arabinda Rajchowa; Paresh Baruah; stellvertretender Vorsitzender Pradip Gogoi (in Haft). Stärke 2005: drei gut ausgebildete Bataillone (7., 28., 709). Weitere vier existieren auf dem Papier. Nach Schätzung der indischen Armee 3000, andere Quellen 4-6000 Kämpfer. Ab Anfang der 1990er wurde mit den Resten der NNC kooperiert. Seit den frühen 1990ern Anschläge und Attentate. Am 9. Mai 1990 wurde der Teepflanzer Surendra Paul getötet, daraufhin flohen zahlreiche Plantagenbesitzer aus der Region. Im Juli 1991 Entführung und Tötung von 14 Geiseln. Entführung 1997 des Sozialaktivisten Sanjay Ghose. Eine Bombe am 15. August 2004 in Dhemaji tötete 17, davon 16 Schulkinder. Militärischer Flügel SMF am 16. März 1996 gegründet. Kommandant ist Paresh Barua. Anschlag 15. Januar 2007 tötete 62 hindisprechende Einwanderer. Trainingscamps existieren im Distrikt Sandrup Jongkhar von Bhutan (bis 2003) und Bangladesch (13-14 mutmaßlich vom pakistanischen ISI gefördert). Über die Jahre wurden 8718 Angehörige gefangen oder kapitulierten, davon 4993 zwischen 1991 und 1998. Dann 3435 weitere zwischen 1998 und 2005. Vorläufiger Waffenstillstand 2006 und Verhandlungen. 28. Bataillon seit 2008 ULFA(Pro-Talk) und dauernder Waffenstillstand. Trotzdem kam es 2008 weiterhin zu Aktionen der Gruppe. Am 1. Januar 2009 kamen nachmittags in Guwahati drei Bomben zur Explosion, deren Zündung der ULFA zugeschrieben wird. Es gab fünf Tote und 50 Verletzte.[17] Ende 2009 ging das indische Militär gegen die UFLA vor, die die Führung um Arabinda Rajkhowa wurde in Bangladesh festgenommen.[6]
- United Liberation Front of Barak Valley
- United National Liberation Front (UNLF); gegründet 24. Nov. 1964 unter der Führung von Arambam Samarendra Singh († 10. Juni 2001); Rajkumar Meghen alias Sana Yaima. Ziel eines freien, sozialistischen Manipur. Zwischen 1968 und 1990 als politische Partei friedlich tätig. Wiederaufnahme des bewaffneten Befreiungskampfes nach 1990. Bekämpfte NSCN(I/M) seit 1991. Fraktionelle Kämpfe um Namoijam Oken führte zu Absplitterungen. Startete eine Kampagne gegen Alkohol, Drogen und Glücksspiel. Soll ca. 50 ungestrafte Vergewaltiger erschossen haben. Besonders aktiv in den Distrikten Chandel und Churachandpur. Kooperiert mit ZDF, NSNC(K), KNF u. a. Man bildete mit PREPAK und RPF 2003 die MPLF.[18]
- United People's Democratic Solidarity (UPDS), seit 2000 aktiv im Distrikt Karbi Anglong. Zusammenschluss aus KNV und KPF. Bekämpfen auch die KNA. Chef Kiri Rongphar verhaftet Dez. 1999, Oberkommandierender Long Kumar Kiling Aug. 2002 von Hund totgebissen. Heutiger Führer Longder Singner alias H. E. Katha. Mannschaftsstärke max. 150.
- Zeliang People's Convention (ZPC), ist nominell eine Gandhi'schen Prinzipien verschriebene Organisation diese den Naga zugerechneten Volkes forderte Anfang der 1990 ein „Heimatland“. Angeführt wurde sie von Rani Gaidinliu, die bereits als 17-Jährige den kämpferischen Haraka-Kult geführt hatte und dafür fast 20 Jahre im Gefängnis verbracht hatte. Nach der Einrichtung einer Central Development Authority (CDA) für die Gebiete der Zeliang vorgesehen wurde, ließ die Agitation nach.[19]
- Zomi Revolutionary Army (ZRA), 1997 gegründeter bewaffneter Arm der 1993 geschaffenen Zomi Revolutionary Organisation. Schützt die Paite vor den Chin/Kuki. Angeführt von Thang Lian Pau und Phanznianpau Guite. Aktiv im Distrikt Churachandpur im Grenzgebiet zu Myanmar.
- Zomi Revolutionary Volunteers (ZRV)

### Allianzen
Die 1989 gegründete Indo-Burmese Revolutionary Front (IBRF) war eine Dachorganisation zunächst bestehend aus NSCN(K), ULFA, United Liberation Front of Bodoland (ULFB), Kuki National Front (KNF) (alle Indien) und Chin National Front (Birma).
Die Indigenous People's Revolutionary Alliance (IPRA) sollte 2001 fünf ethnische Zo-Gruppen vereinigen: Zomi Reunification Organisation (ZRO), zwei Fraktionen der Kuki National Front, nämlich KNF-P und KNF-MC, die Kuki National Army (KNA) und HPC-D. Es kam zu jedoch weiterhin zu Bruderkämpfen.
Seit Anfang 2010 arbeiten sieben Organisationen aus Assam, Tripura und Manipur, darunter die PLA, mit bis zu 8000 Kämpfern in ihrem Kampf um Unabhängigkeit zusammen.